# Vera Egito
Vera Egito (São Paulo, 8 de abril de 1982) es una cineasta, guionista y directora brasileña. Ha dirigido y escrito los cortometrajes Espalhadas pelo ar (2007) i Elo (2008), seleccionados por la Semana de la Crítica del Festival de Canes; el largometraje Amores Urbanos (2016) y la serie de HBO Todxs Nosotrxs (2020).

## Trayectoria
Nació en São Paulo en 1982. Es hija del fotógrafo publicitario Luis Vellez Giza. Estudió Audiovisuales en la Universidad de São Paulo y ya en el segundo año empezó a trabajar en películas universitarias, publicidad y vídeos institucionales. También realizó un curso para guionistas en la Escuela de Cine de San Antonio de los Baños (Cuba). En 2005, comenzó su asociación con Heitor Dhalia (con quien contrajo matrimonio y tiene una hija), colaborando en el guion de la película À Deriva y, en 2006, fue ayudante de dirección del largometraje O Cheiro do Ralo. En 2007, Egito escribió su trabajo final de grado, que dio lugar a la película Espalhadas pelo Ar, un reconocido cortometraje de la directora. Acto seguido estrenó Elo, del que fue directora y guionista, basado en un cuento que había escrito ella misma. Estas dos obras, que fueron exhibidas en la Semana de la Crítica del Festival de Cannes de 2009, tienen un toque autobiográfico y retratan a chicas ante el rito de paso a la edad adulta.
Tras Cannes, Egito se unió al equipo de directores de la sucursal brasileña de la productora estadounidense Paranoid US, dirigiendo así vídeos publicitarios y videoclips como Você não vale nada, de Tiê; Nightwalker, de Thiago Pethit; o Lalala, de Karol Conka. También dirigió el programa Viva Voz, de la cadena Gnt. En 2016 firmó el guion de Serra Pelada (dirigida por Dhalia) y pudo estrenar su primer largometraje, Amores Urbanos (2016). Por la primera, recibió una nominación en el Gran Premio del Cine Brasileño en la categoría de mejor guion; mientras que la segunda recibió la Mención de Honor del Festin - Festival Itinerante en Lengua Portuguesa y nominada al Premio Sebastiane del Festival Internacional de Cine de San Sebastian.
Participó en el guion de la película biográfica Elis, sobre la cantante brasileña Elis Regina. Unos años después, volvió a colaborar en la adaptación del filme en miniserie. En 2019 encabezó el equipo de guionistas de la 4ª y última temporada de la serie Me Chama de Bruna. Además, en 2020 estrenó la serie de HBO Tdxs Nós, que retrata la diversidad de género de los jóvenes, narrando la vida cotidiana de personas marginadas por el sexo, la orientación, la identidad y el color.
Tras formar el equipo de guionistas de los largometrajes Urubus (2020) y Lilith (2022), en 2023 terminó su siguiente película de autora, A Batalha da Rua Maria Antônia, que llevaba más de una década en preproducción. Se trata de un docudrama ficcionado sobre los hechos ocurridos en São Paulo en 1968 entre alumnos de la Universidad de São Paulo y la Universidad Mackenzie. Con esta película ganó el premio al mejor largometraje del Festival Internacional de Río de Janeiro, el Premio Fundos de la Semana Internacional de Cine de Valladolid, y la nominación al mejor director novel del Festival Internacional de Cine de Chicago.

## Filmografía
| Año     | Título                          | Tipos                           | Funciones              | Comentarios |
| ------- | ------------------------------- | ------------------------------- | ---------------------- | --- |
| 2007    | O Cheiro do Ralo                | Largometraje, ficción           | Asistente de dirección | |
| 2007    | Espalhadas pelo Ar              | Cortometraje, ficción           | Directora, guionista   | Muestra de la Semana de la Crítica (Festival de Canes). |
| 2008    | Elo                             | Cortometraje, ficción           | Directora, guionista   | Muestra de la Semana de la Crítica (Festival de Canes). |
| 2009    | À Deriva                        | Largometraje, ficción           | Coguionista            | |
| 2012    | Viva Voz                        | Programa de TV                  | Directora              | |
| 2015-17 | Marias                          | Miniserie                       | Directora, guionista   | |
| 2016    | Amores Urbanos                  | Largometraje, ficción           | Directora, guionista   | Mención de Honor en el Festival Itinerante en Lengua Portuguesa. Nominada al Premio Sebastiane en el Festival Internacional de Cine de San Sebastian.                                                                         |
| 2016    | Serra Pelada                    | Largometraje, ficción           | Coguionista            | Nominada al Gran Premio del Cine Brasileño (guion original). |
| 2016    | Elis                            | Largometraje, biopic            | Coguionista            | |
| 2018    | Todas as Canções de Amor        | Largometraje, ficción           | Coguionista            | |
| 2019    | Me Chama de Bruna               | Serie de TV                     | Jefa de guionistas     | |
| 2019    | Elis: Viver é Melhor que Sonhar | Serie de TV                     | Coguionista            | |
| 2020    | Urubus                          | Largometraje, ficción           | Coguionista            | |
| 2020    | Todxs Nosotrxs                  | Serie de TV                     | Creadora, directora    | |
| 2022    | Lilith                          | Largometraje, ficción           | Coguionista            | |
| 2023    | A Batalha da Rua Maria Antônia  | Largometraje, ficción-docudrama | Directora, guionista   | Premio al mejor largometraje del Festival Internacional de Rio de Janeiro. Premio Fundos de la Semana Internacional de Cine de Valladolid. Nominación al mejor director novell del Festival Internacional de Cine de Chicago. |
| 2023    | Dois Tempos                     | Serie de TV                     | Directora              | |